# Jarosław Izjasławicz
Jarosław Izjasławicz, Jarosław łucki, Jarosław II kijowski (ok. 1132 - ok. 1180) – książę łucki od 1157, w latach 1173-1174 wielki książę kijowski, syn Izjasława II Pantelejmona. 

## Rodzina
Żonaty z córką króla czeskiego Władysława II, miał z nią czterech synów:
- Ingwar
- Wsiewołod
- Izjasław
- Mścisław Niemy